# Annankatu
Annankatu (suédois : Annegatan) est une rue du centre d'Helsinki en Finlande.

## Description
Annankatu est parallèle à Mannerheimintie et située à deux îlots urbains de cette dernière vers l'ouest.
Annankatu part de Merimiehenkatu dans le quartier de Punavuori et se termine dans la rue Urho Kekkosen katu au niveau du Centre de Kamppi.

## Lieux et monuments

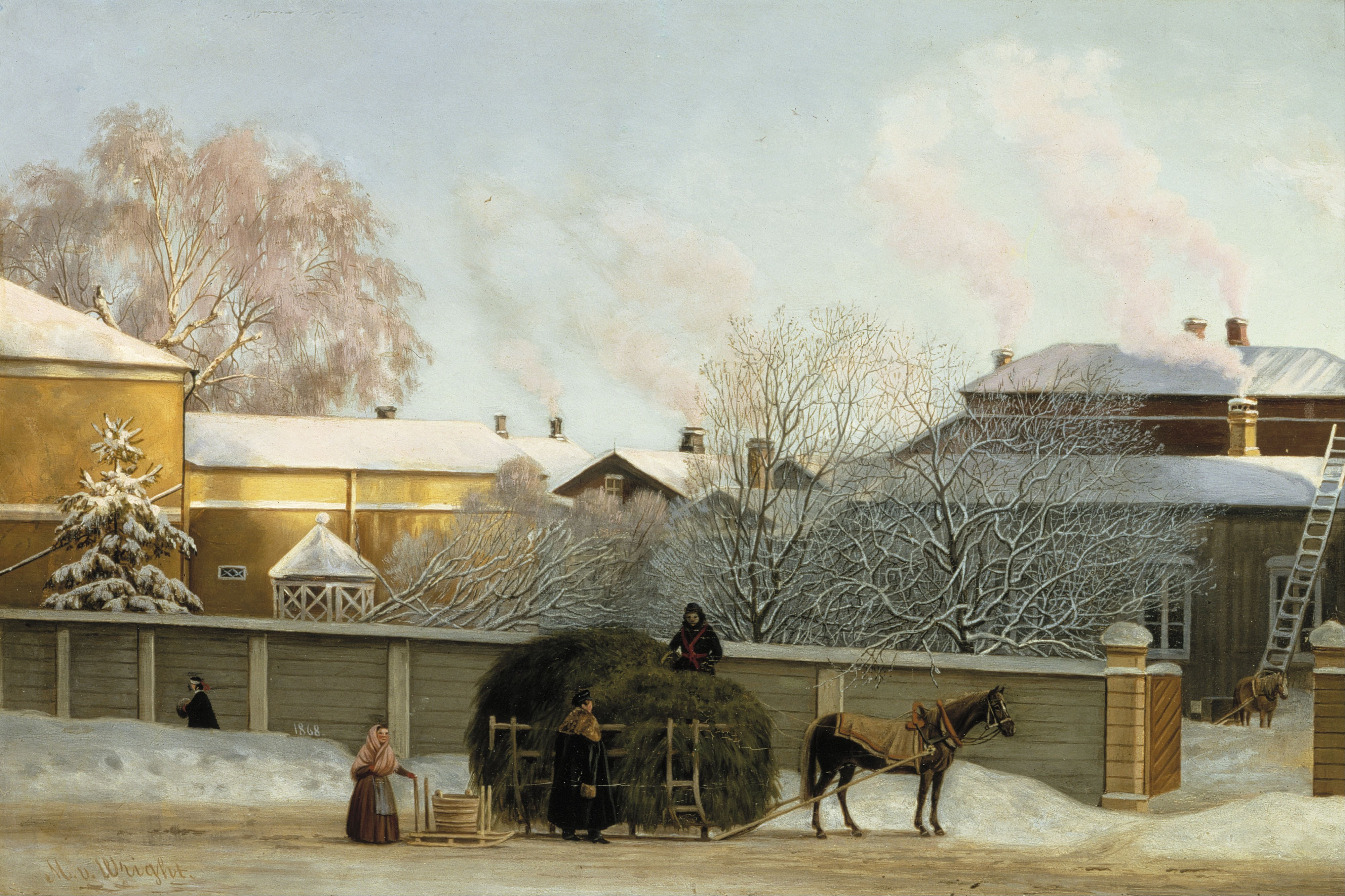
Magnus von Wright : Annankatu un matin froid d'hiver

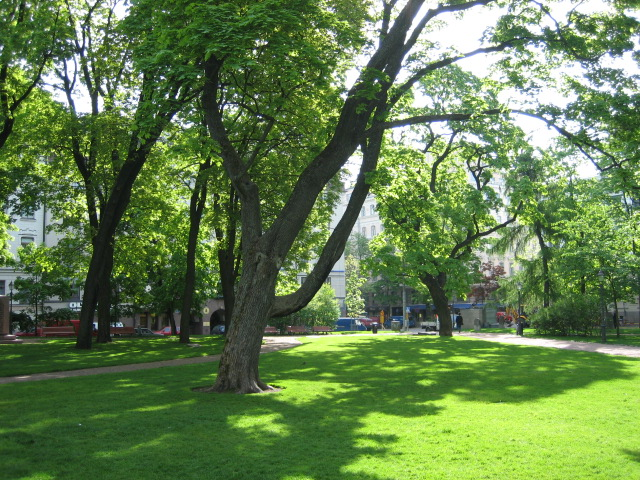
Parc de la Vieille église d'Helsinki

Le Parc de la Vieille église d'Helsinki et la Vieille église se trouvent dans l'îlot urbain situé entre Bulevardi et Lönnrotinkatu.
- Annankatu 2, Valter Thomé & Bröderna Udd, 1911
- Annankatu 5,  Theodor Höijer & Gustaf Nyström, 1886
- Annankatu 6,  John Settergren, 1912
- Annankatu 8, Toivo Korhonen, 1960[2]
- Annankatu 11, Herman Gesellius, 1910
- Annankatu 15, Waldemar Aspelin, 1896
- Annankatu 14, Valter Jung & Emil Fabritius, 1915
- Annankatu 18, Wäinö Gustaf Palmqvist, 1937
- Annankatu 19, Werner Polón  & Georg Wasastjerna, 1905[3],[4],[5]
- Annankatu 21, Toivo Korhonen, 1967[6]
- Annankatu 24, Grahn, Hedman & Wasastjerna, 1898
- Annankatu 26, Frans Anatolius Sjöström, 1886
- Annankatu 27, Konstantin Kiseleff , 1897
- Annankatu 30, Annantalo, Gustaf Nyström, 1885[7].

## Carrefours du sud-est au nord-ouest
- Ratakatu
- Iso Roobertinkatu
- Uudenmaankatu
- Bulevardi
- Lönnrotinkatu
- Kalevankatu
- Eerikinkatu
- Kansakoulukatu

## Galerie

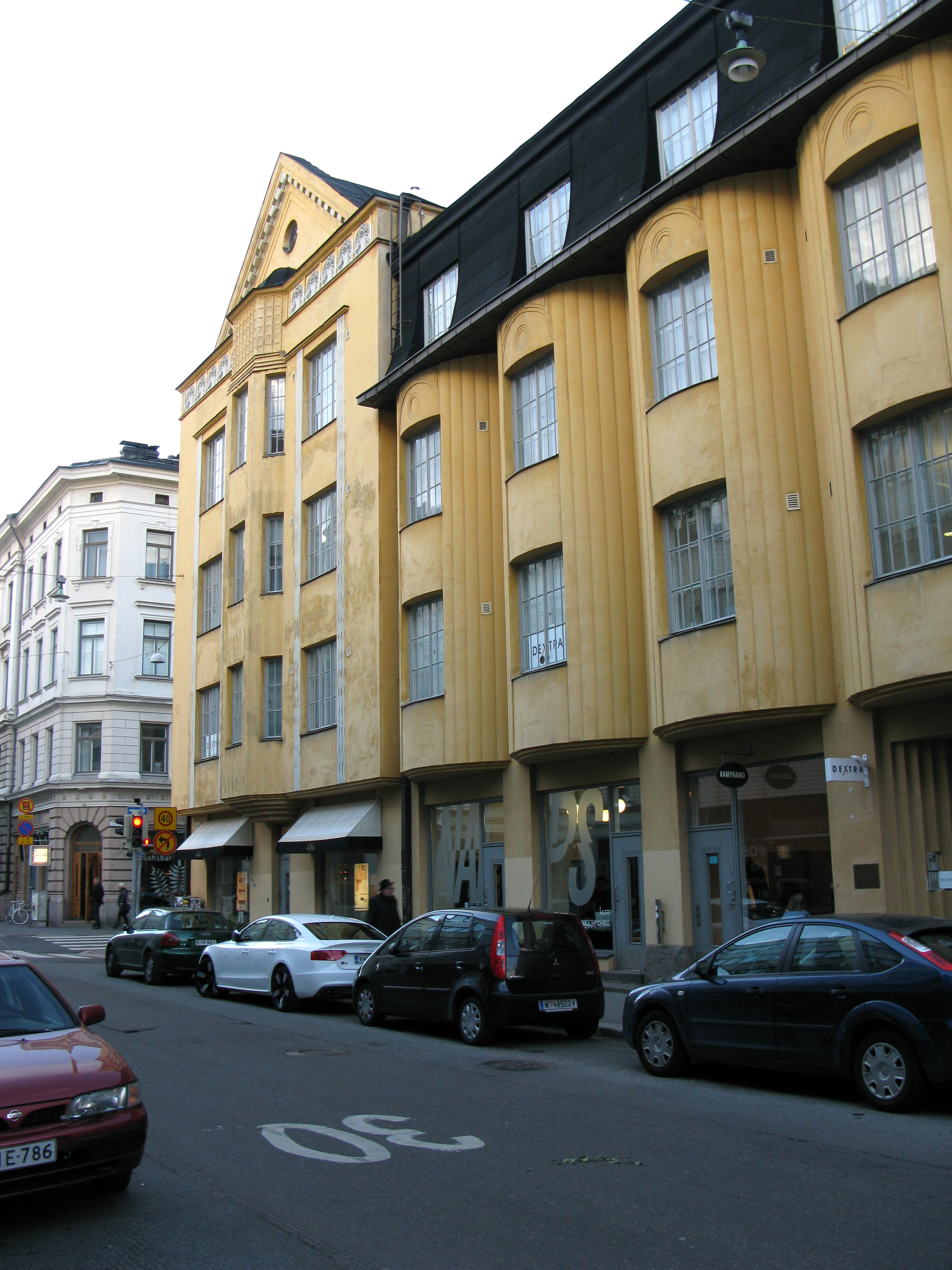
Annankatu 11.
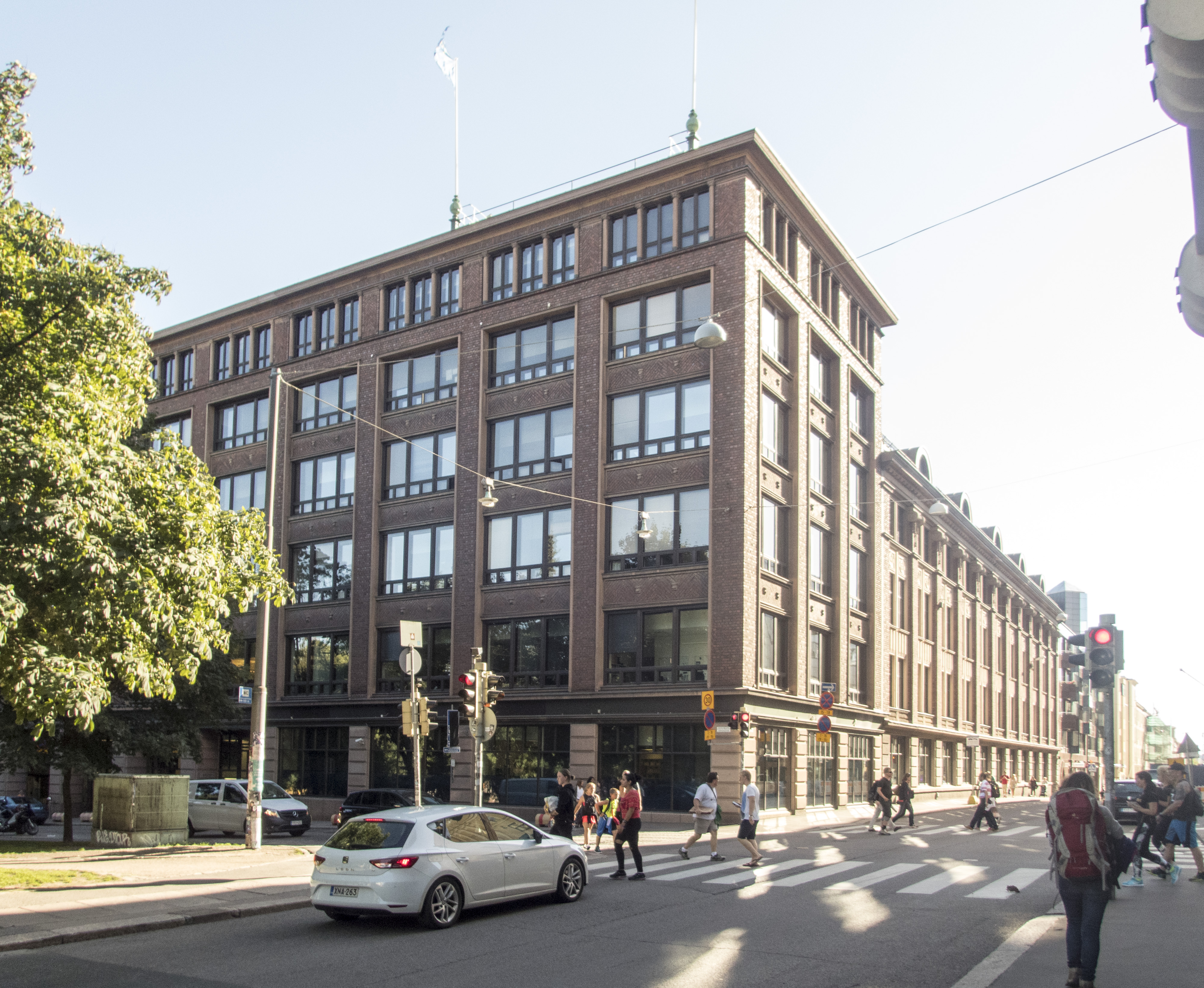
Annankatu 18 - Lönnrotinkatu 8-10.
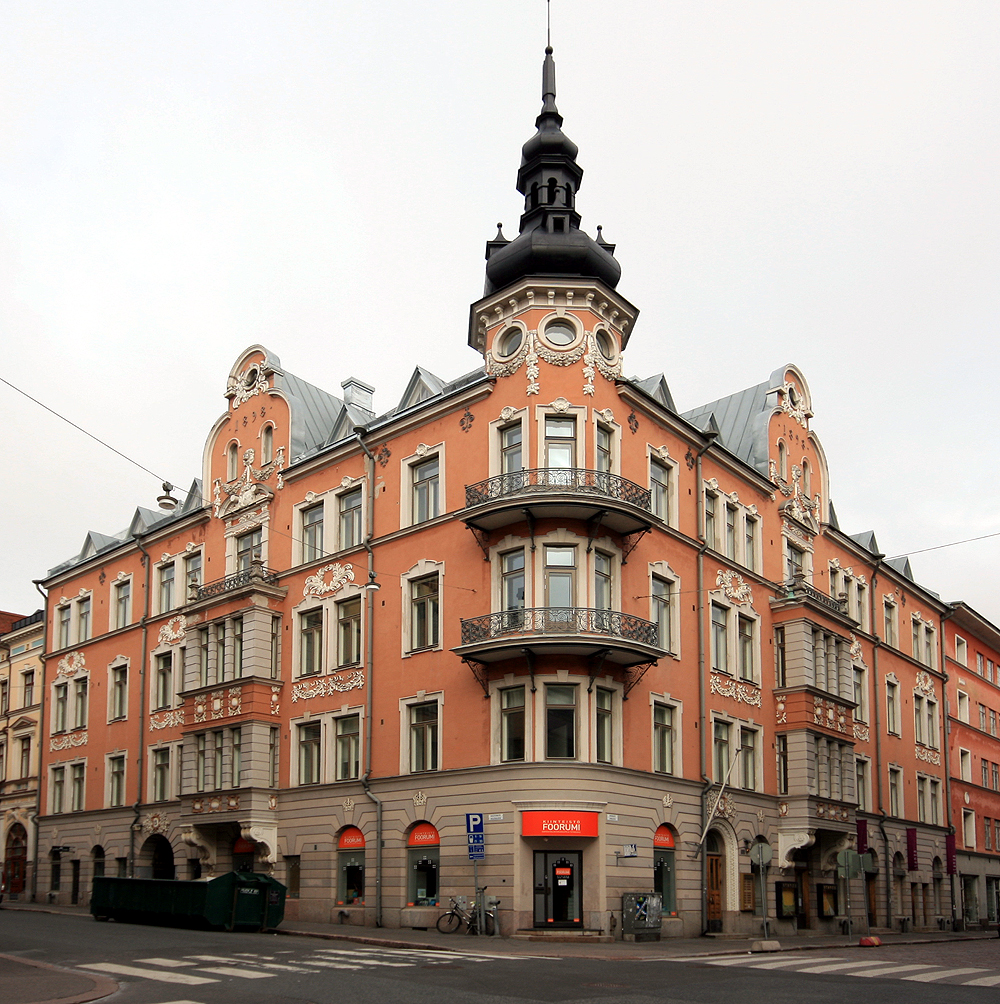
Annankatu 24 - Kalevankatu 15.

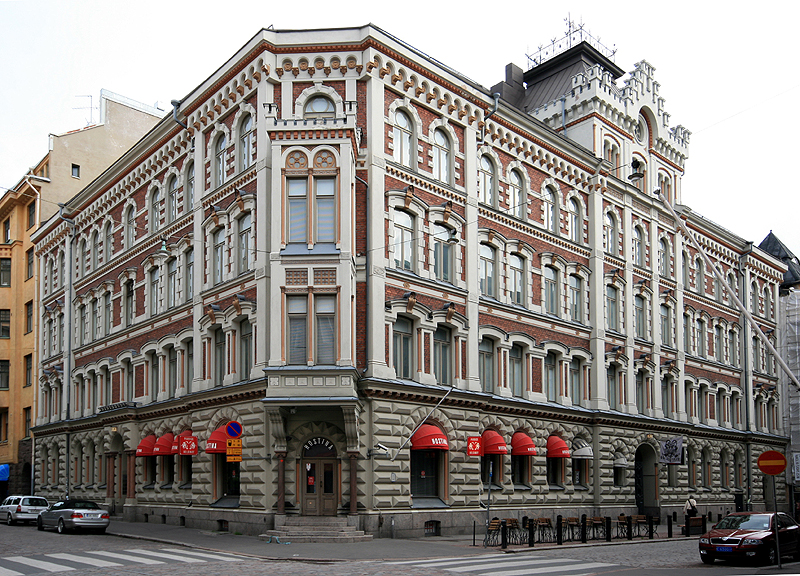
Annankatu 27 - Eerikinkatu 3.
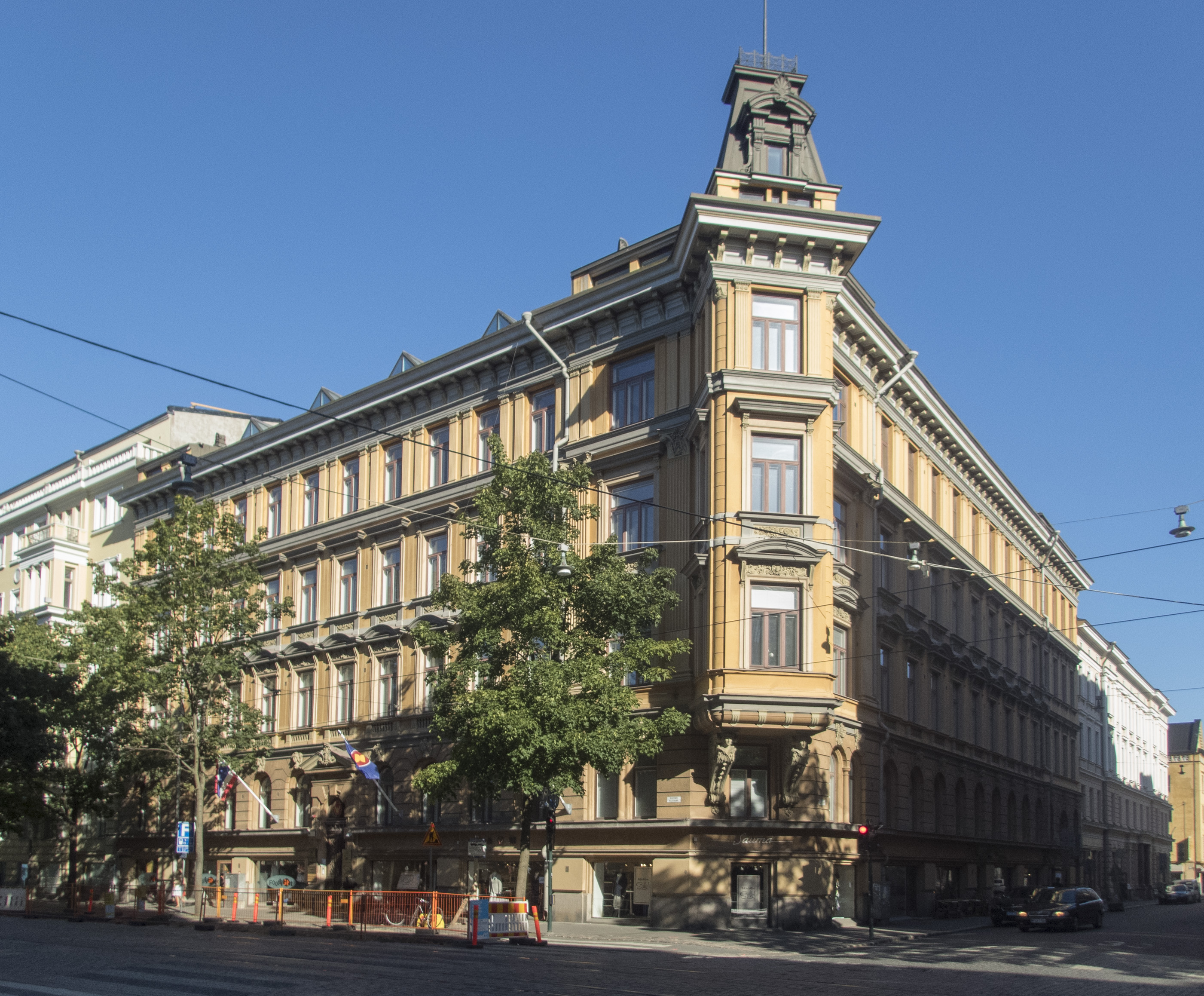
Annankatu 15 - Bulevardi 14.
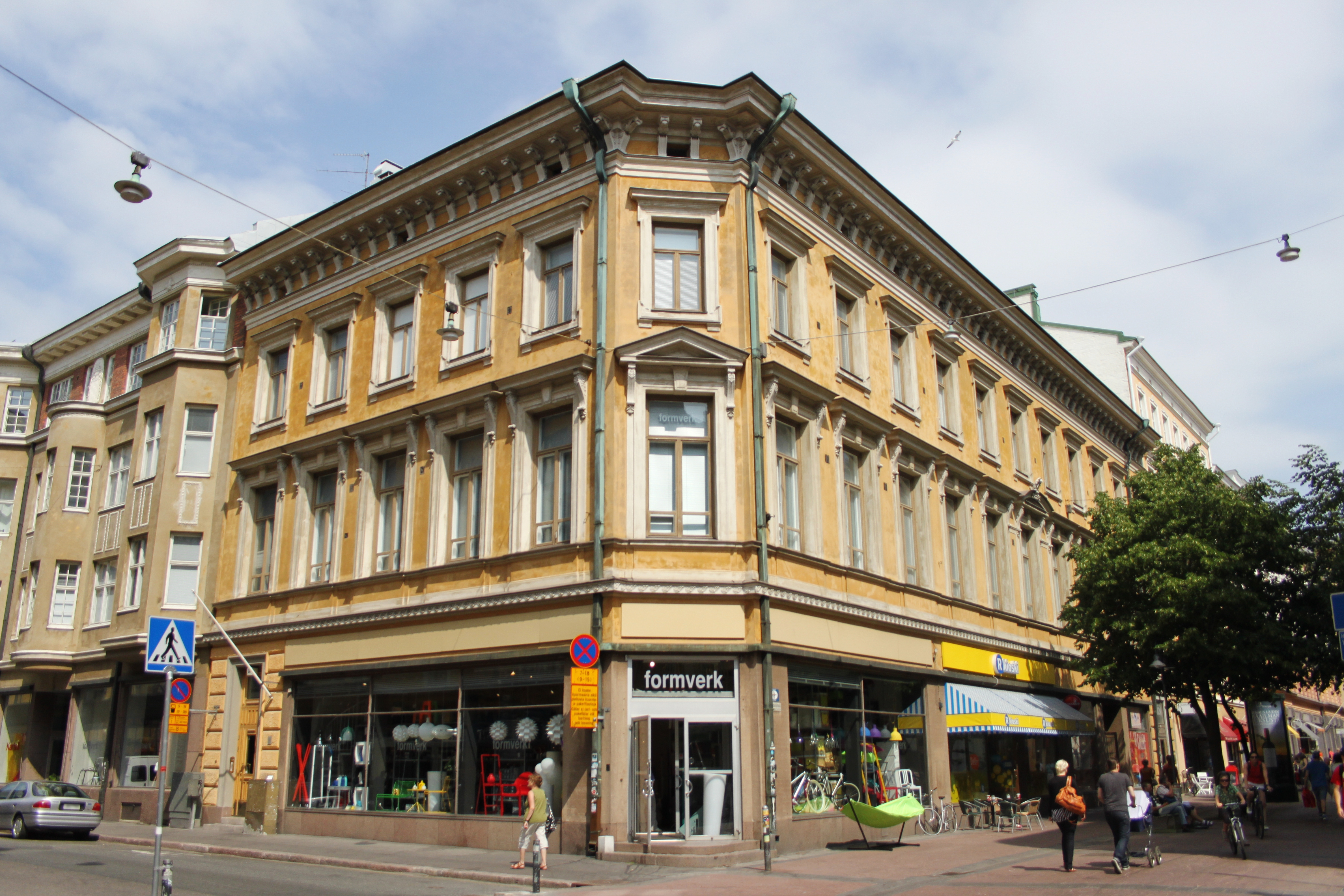
Annankatu 5 - Iso Roobertinkatu 11.